# Лавразия

Лавра́зия — древний континент, северный из двух континентов (южный — Гондвана), на которые распался протоконтинент Пангея в мезозое. Позже, от 135 до 200 миллионов лет назад, Лавразия распалась на Евразию и Северную Америку.
Лавразия включала большую часть территорий, которые ныне составляют континенты Северного Полушария. В палеозое эти территории входили в состав таких континентов, как Лавруссия (образовавшаяся из Лаврентии и Балтики), Сибирия, Казахстания, Северокитайский и Южнокитайский континентальные щиты.
Название Лавразии образовано из названий Лаврентии и Евразии.

## Происхождение
Существует две точки зрения. Лавразия известна как феномен мезозоя: она возникла в позднем мезозое как осколок Пангеи. Но сейчас считается, что континенты, которые сформировали мезозойскую Лавразию, образовывали единый сверхконтинент и намного раньше: от распада Родинии (около 1 миллиарда лет назад) до вхождения в состав Паннотии (около 0,75 млрд лет назад). Этот сверхконтинент называют прото-Лавразией, чтобы избежать путаницы с мезозойской Лавразией.

## Разлом и формирование
В начале кембрийского периода Лавразия, находившаяся в экваториальных широтах, начала распадаться. Северный Китай и Сибирь, двигаясь к северу, достигли широт, на которых в течение предыдущих 500 миллионов лет не было никаких континентов. К девону Северный Китай уже располагался около Северного Полярного Круга и оставался самой северной сушей в течение всего каменноугольного оледенения, 300—280 миллионов лет назад. Но данных, доказывающих существование большого оледенения на северных континентах в карбоне, нет. Тот холодный период застал воссоединение Лаврентии и Балтики с образованием Аппалачских гор и формирование запасов каменного угля, служащих сейчас основой экономики таких регионов, как Западная Виргиния, части Британских островов и Германии.
Сибирь смещалась к югу, и соединилась с Казахстанией — небольшим континентальным регионом, как считается сегодня, вулканически образованным в силурийском периоде. После того, как они соединились, Лавразия почти поменяла форму и в начале триасового периода Восточно-Китайский щит вновь присоединился к Лавразии, которая соединилась с Гондваной, образовав Пангею. А Северный Китай, дрейфуя из околарктических широт, оказался последним континентом, присоединившимся к Пангее.

## Окончательное разделение
Около 200 млн лет назад Пангея начала распадаться. Между восточной Северной Америкой и северо-западной Африкой формируется Атлантический океан, но Гренландия (составлявшая одно целое с Северной Америкой) и Европа всё еще держались вместе.
Разделение Европы и Гренландии случилось в палеоцене, около 60 млн лет назад. Лавразия разделилась на континенты, получившие имена Лаврентия (одна Северная Америка, ещё без Южной) и Евразия. Позже к Евразии присоединились Аравийский полуостров и Индостан.